# Слобода, Карол
Карол Слобода (словац. Karol Sloboda; род. 16 мая 1983 года, Братислава, Чехословакия) — словацкий хоккеист, выступает за клуб ХК «Витковице».

## Карьера
Воспитанник братиславского клуба «Слован», в котором выступал в составе юниорской команды U18 с 1996 по 1999 годы, в сезоне 1999/2000 годов выступал в составе молодежной команды «Слована» U20. Принимал участие в составе юниорской сборной Словакии на чемпионатах мира по хоккею с шайбой среди юниорских команд в 2000 и 2001 годов.
В сезоне 2000/2001 годов выступал за клуб Словацкой Экстралиги «Дукла» (Тренчин), сыграл 22 игры. Два сезона провел в ОХЛ в составе клуба Оттава 67-е — 119 матчей, набрал 70 очков (13 + 57). Выступал в составе молодежной сборной Словакии, принимал участие в молодежных чемпионатах мира по хоккею с шайбой 2002 и 2003 годов.
В 2003 году вернулся в Европу, где сначала провел сезон за чешский клуб «Спарта» (Прага), а в сезоне 2004/2005 стал чемпионом Словакии в составе клуба «Слован» (Братислава). В следующем сезоне занял 7 место (выступал за «Слован»). Сезон 2006/2007 годов, провел в составе клуба «Скалица» — 52 матча, 29 очков (10 + 19).
С 2007 года выступает за клубы чешской экстралиги: «Славия» (Прага), ХК «Карловы Вары» и с сезона 2011/12 годов с ХК «Витковице». В составе последнего выступал на престижном Кубке Шпенглера в 2011 и 2012 годах.
1. ↑  Elite Prospects (англ.) — 1999.